# 喜马拉雅拟褶叶藓属
喜马拉雅拟褶叶藓属（学名：Miehea）是塔藓科的一属。

## 下属物种
本属包括以下物种：
- 喜马拉雅拟褶叶藓 Miehea indica (Dixon) Ochyra